# Bạch Đằng
Bạch Đằng (wiet. Sông Bạch Đằng lub Bạch Đằng Giang) – rzeka w północnym Wietnamie. Szeroka odnoga Rzeki Czerwonej niedaleko Hajfongu.
Na rzece Bạch Đằng odbyły się trzy ważne bitwy Wietnamczyków z chińskimi najeźdźcami. 
- W 938 z wojskami Południowych Hanów, w wyniku której Wietnam uzyskał niepodległość.
- W 981 z wojskami Songów.
- W 1288 z wojskami chana Kubilaja.

We wszystkich trzech przypadkach zastosowano tę samą taktykę skierowania floty nieprzyjaciela na wbite w dno rzeki zaostrzone pale.